# Paolo Tornaghi
Paolo Tornaghi (* 21. Juni 1988 in Garbagnate Milanese) ist ein italienischer Fußballtorhüter.

## Vereinskarriere
Paolo Tornaghi begann seine Karriere bei Inter Mailand, wo er einige Jahre in verschiedenen Nachwuchsmannschaften spielte und diverse Titel gewann, darunter die Coppa Italia Primavera 2006, die Campionato Primavera 2007 sowie das Torneo di Viareggio 2008. In der Saison 2005/06 war er in Inters Primavera allerdings hauptsächlich Ersatztorhüter hinter Giacomo Bindi, während Tornaghi in der Saison 2007/08 von Vid Belec als Stammtorhüter abgelöst wurde.
In der Saison 2004/05 gehörte er zum ersten Mal dem Kader für die Champions-League-Qualifikation als Spieler der B-Liste an. Zur Spielzeit 2008/09 unterschrieb Tornaghi einen Profivertrag und wurde an den italienischen Drittligisten Como Calcio verliehen, wo er zwar keinen Stammplatz innehatte, aber erste Pflichtspielpraxis sammeln konnte. In der Spielzeit 2009/10 gehörte er dem Kader des Drittligisten AC Rimini 1912, der einen Teil der Transferrechte an Tornaghi erwarb, an. Nach nur einer Saison und zwei Einsätzen kehrte Tornaghi zu Inter Mailand zurück, wurde aber gleich erneut an Como Calcio ausgeliehen.
In der Spielzeit 2011/12 gehörte er zunächst wieder dem A-Kader von Inter an. Bei den Mailändern war er als Torhüter aber nur vierte Wahl und kam zu keinem Einsatz in der A-Mannschaft, absolvierte allerdings einige Spiele für die Nachwuchsmannschaft der Nerazzurri. Nachdem das MLS-Team Chicago Fire im Januar 2012 Interesse an Tornaghi gezeigt hatte, wurde sein Vertrag mit Inter einvernehmlich aufgelöst und Tornaghi unterschrieb bei The Fire.

## Nationalmannschaft
Zwischen 2003 und 2007 gehörte Tornaghi verschiedenen Nachwuchsmannschaften Italiens an, für die er insgesamt vier Partien bestritt.